# Giro di Lombardia 1948
Il Giro di Lombardia 1948, quarantaduesima edizione della corsa, si corse il 24 ottobre 1948 su un percorso di 222 km con partenza e arrivo a Milano. Fu vinto per la terza volta consecutiva dall'italiano Fausto Coppi, giunto al traguardo con il tempo di 5h51'55" alla media di 37,849 km/h precedendo per distacco Adolfo Leoni e lo svizzero Fritz Schär. Conclusero la prova 74 dei 127 ciclisti al via.

## Percorso
Partita dall'Arena Civica di Milano, la corsa attraversò nell'ordine Varese, il Brinzio, Como, Erba, Canzo, Asso, Valbrona, Bellagio, Magreglio (al termine della salita del Ghisallo), di nuovo Asso, Erba e da qui fece rientro a Milano, con il traguardo posto al Velodromo Vigorelli.

## Ordine d'arrivo (Top 10)
| Pos. | Corridore         | Squadra          | Tempo    |
| ---- | ----------------- | ---------------- | -------- |
| 1    | Fausto Coppi      | Bianchi          | 5h51'55" |
| 2    | Adolfo Leoni      | Legnano          | a 4'45"  |
| 3    | Fritz Schär       | Mondia           | s.t.     |
| 4    | Alfredo Martini   | Wilier Triestina | s.t.     |
| 5    | Vito Ortelli      | Atala            | s.t.     |
| 6    | Antonin Rolland   | Rhonson          | s.t.     |
| 7    | Pino Cerami       | Stucchi          | s.t.     |
| 8    | Giancarlo Astrua  | Benotto          | s.t.     |
| 9    | Pietro Giudici    | S.C. Crennese    | s.t.     |
| 10   | Settimio Simonini | Viani Cral       | s.t.     |